# Nadežda Petrović

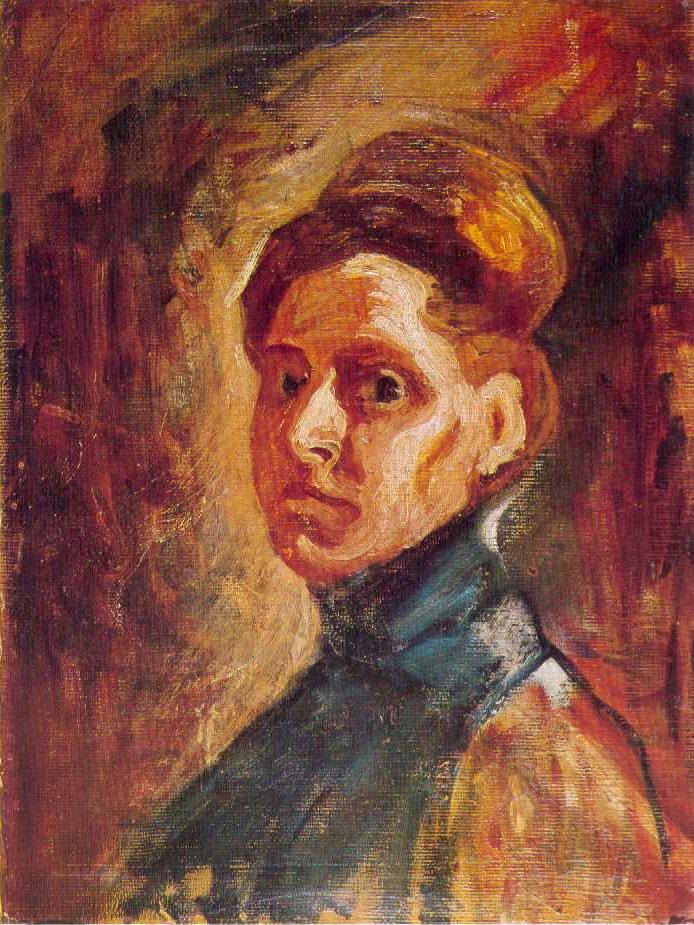
Selbstporträt, 1907

Nadežda Petrović (kyrillisch: Надежда Петровић; * 12. Oktober 1873 in Čačak; † 3. April 1915 in Valjevo) war eine serbische Malerin. Ihre Werke sind dem Expressionismus und dem Fauvismus zuzuordnen und enthalten teilweise bereits Hinweise auf die abstrakte Kunst. Sie ist auf dem 200 Dinar-Schein Serbiens abgebildet.

## Leben

### Künstlerische Anfänge 1892–1897
1884 zog ihre Familie von Čačak nach Belgrad, wo Nadežda 1891 an einer höheren Schule für Frauen abschloss. Von 1892 bis 1897 nahm sie privaten Zeichenunterricht bei dem serbischen Realisten Djordje Krstiċ.

### Studium in Deutschland 1898–1903
1898 begann sie ein Kunststudium in München. Ein Foto zeigt sie im Atelier des Slovenen Anton Ažbe mit den Kollegen Igor Grabar, Alexej Jawlensky, Nikolaj Seddeler, Matej Sternen und weiteren Ažbe-Schülern. Unter ihnen vertrat sie am konsequentesten den Ažbe-Stil.
Petrović, die die russische Sprache beherrschte, hatte ein Faible für alles Russische. Sie besuchte auch den Salon der Marianne von Werefkin, wo viele russische Künstler verkehrten. Was ihr als Besonderheit an deren Malerei aufgefallen war, schrieb sie nach Hause: „Die Russen hier arbeiten koloristisch.“
Letztere Beobachtung mag mit ein Grund gewesen sein, dass die Malerin 1901 von Ažbe in München nach Feldwies am Chiemsee zu dem „Farbenfürst“ Julius Exter wechselte. Mit dem Kommentar „Blumen der Feldwies“ stellte er Petrović zusammen mit einem weiteren „Malweiblein“ 1902 in einer Karikatur dar. Während ihrer gemeinsamen Arbeit 1901–1903 mit Exter wurde Petrovićs Malerei farbintensiver, doch blieb sie dem Ažbe-Stil „mit kühnen, weiten Zügen“ zu arbeiten   bis zu ihrem Tode 1915 treu und variierte ihn verschiedentlich in lasierender wie auch pastoser Malweise.
Von München aus unternahm sie Reisen nach Berlin, Rom, Venedig und Wien.

### In Serbien 1903–1910
„Nach ihrer Rückkehr nach Belgrad 1903 reiste sie nach Mazedonien, um der durch türkische Pogrome betroffenen Bevölkerung Hilfe zu bringen.“
1904 war Petrović an der Ausrichtung zur ersten jugoslawischen Kunstausstellung beteiligt und gründete in dem serbischen Dorf Siċevo an der Nišava die erste jugoslawische Künstlerkolonie. Dort malte sie mit jungen jugoslawischen Künstlern, überwiegend mit Ažbe-Schülern, Landschaften. Die Ergebnisse zeigten sie 1907 auf einer Ausstellung der Kolonie.
In Serbien zeichnete sich Petrović durch ihr politisches Engagement aus, vor allem während der Annexion von Bosnien und Herzegowina, indem sie bei politischen Versammlungen patriotische Reden hielt.

### Paris 1910–1912
Ab 1910 hielt sie sich in Paris auf und stellte im Pariser Herbstsalon aus. 1910 beteiligte sie sich auch an einer internationalen Ausstellung in Rom am serbischen Pavillon. Ebenso stellte sie erneut in Paris im Salon d’Automne aus. „Die Pariser Zeit verkörpert ihre reife Schaffensperiode mit Werken einer eigenständigen Koloristin“.
1912 beteiligte sie sich an der vierten jugoslawischen Kunstausstellung und eröffnete ihr eigenes Meisteratelier. Das Atelier existierte allerdings nur kurze Zeit.

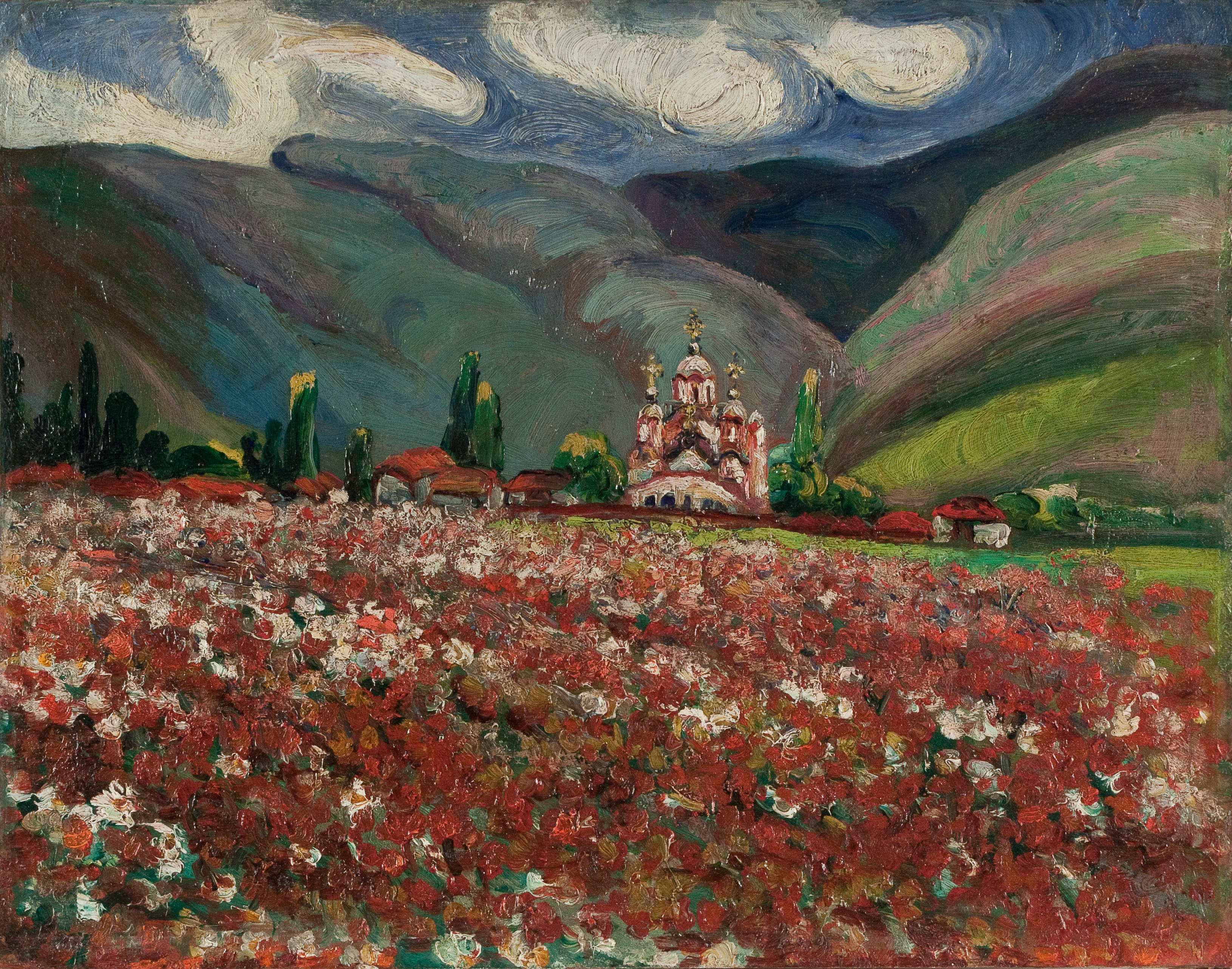
Rote Pfingstrosen (serb. Kosovski božuri, Motiv: Kloster Gračanica im Kosovo), 1913

### In den Balkankriegen und im Ersten Weltkrieg 1912–1915
Schon während der Balkankriege und des Ersten Weltkriegs meldete sie sich von 1912 bis 1915 als freiwillige Krankenpflegerin an die Front.
Zwischen zwei Schlachten malte Petrović Landschaften, Soldaten und Bauern.
Sie war bei der Pflege der Verwundeten an einer  Flecktyphusinfektion erkrankt und starb am 3. April 1915 im Lazarett in Valjevo.

## Ausstellungen

### Gruppenausstellungen
1900 im Münchner Kunstverein

### Einzelausstellungen
1900 Belgrad
1910 Ljubljana, Jakopić-Pavillon